# Центральное побережье (Калифорния)
Центральное побережье — регион штата Калифорния, распростершийся на прибрежной зоне, примерно между мысом Мугу и заливом Монтерей. Он расположен к северо-западу от округа Лос-Анджелес и к югу от округов Сан-Матео и Санта-Клара и включает в себя бурный, неосвоенный участок береговой линии, известный под наименованием Биг-Сур.
Центральное побережье состоит из шести округов (с юга на север): Вентура, Санта-Барбара, Сан-Луис-Обиспо, Монтерей, Сан-Бенито и Санта-Круз.
На Центральном побережье находится Американская винодельческая зона Центрального побережья.
Если рассматривать географически, то середина побережья Калифорнии находится к северу от города Санта-Круз, недалеко от парка штата Аньо-Нуэво в округе Сан-Матео. Ни популярный термин «Центральное побережье», ни термин «Северное побережье Калифорнии» не включают округа Сан-Матео и Сан-Франциско, расположенные на полуострове Сан-Франциско.

## История

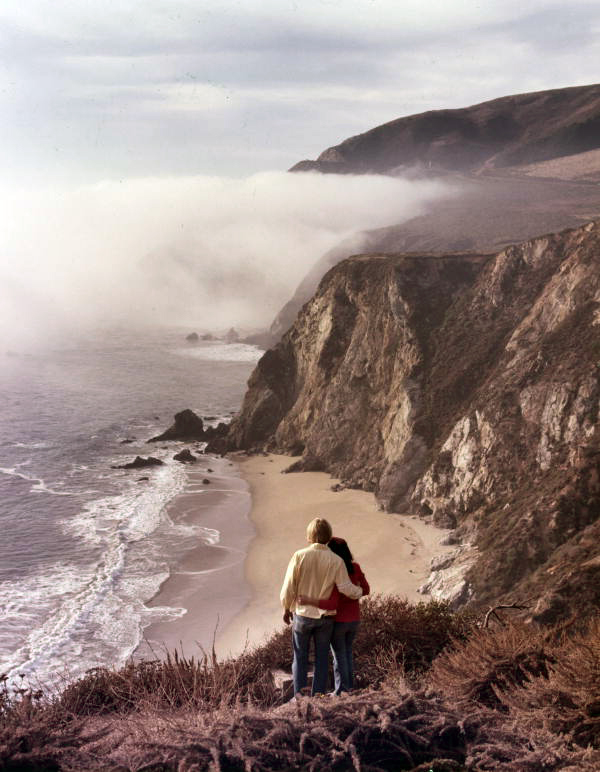
Биг-Сур, Калифорния

По меньшей мере, начиная с 10 000 лет до нашей эры район Центрального побережья был заселен чумашами и другими коренными народами США. Многие из этих сообществ жили на побережье, вблизи притоков пресной воды, впадающих в Тихий океан, и использовали морские ресурсы. Например, значительные поселения существовали вблизи устьев ручьев Морро и Лос-Осос.
В 1542 году Хуан Родригес Кабрильо приплыл с юга и высадился в округе Санта-Барбара став таким образом одним из первых европейцев, посетивших Центральное побережье.

## Обзор

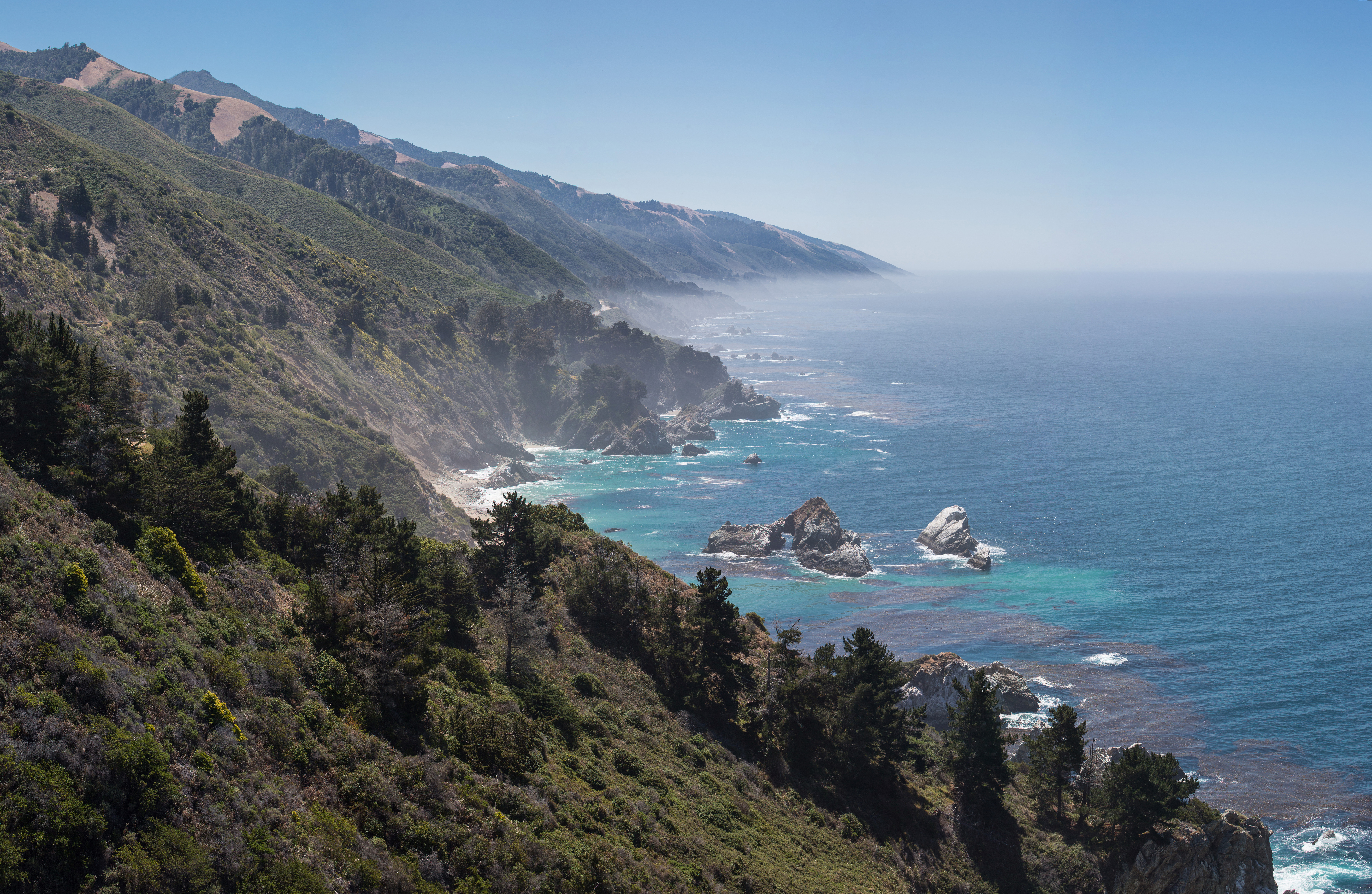
Побережье центральной Калифорнии, Биг-Сур

Регион известен прежде всего сельским хозяйством и туризмом. Основными сельскохозяйственными культурами, выращиваемыми здесь, являются: винный виноград, салат, клубника и артишоки. Также здесь расположена Долина Салинас — один из самых плодородных сельскохозяйственных регионов США. В список туристических достопримечательностей входят: Консервный ряд в Монтерее; Аквариум Монтерей-Бей; театры, галереи и пляжи с белым песком города Кармел-бай-зе-Си; поля для гольфа Пеббл-Бич и полуостров Монтерей; а также изрезанное побережье Биг-Сура и замок Херста в Сан-Симеоне. Дальше на юг находится скала Морро и портовый город Морро-Бей, который примыкает к студенческому городку Сан-Луис-Обиспо. Долина Санта-Инес является домом Общества кинематографистов Центрального побережья, чествующих режиссеров, кино и медиаискусства из региона, также известного как «Голливудский задний двор».
Район не очень густо заселен. Самый большой город в регионе, с населением порядка 203 007 человек (по оценкам 2013 года) — это город Окснард, находящийся в округе Вентура. Кампусы Калифорнийского университета расположены в городах Санта-Барбара и Санта-Круз, недалеко от южной и северной окраин региона соответственно. Калифорнийский государственный университет в Монтерей-Бей, основанный в 1994 году, использует сооружения, подаренные ему, после передачи бывшей военной базы армии США - Форт-Орда в гражданское использование. Из учебных учреждений хочется отметить: Калифорнийский политехнический государственный университет в Сан-Луис-Обиспо основанный в 1901 году и Калифорнийский государственный университет Нормандских островов открывшийся в Камарильо в 2002 году и ставший 23-м кампусом системы Калифорнийского государственного университета.

## Население
Согласно переписи 2020 года, в шести округах, входящих в состав региона Центрального побережья, проживало 2 348 601 человек. 

### Крупные города
По данным переписи населения 2020 года, в следующих городах проживало более 20 тысяч человек:
- Окснард - 202 063
- Салинас - 163 542
- Таузанд-Окс - 126 966
- Сими-Валли - 126 356
- Вентура - 110 763
- Санта-Мария - 109 707
- Санта-Барбара - 88 665
- Камарильо - 70 741
- Санта-Крус - 62 956
- Уотсонвилл - 52 590
- Сан-Луис-Обиспо - 47 063
- Ломпок - 44 444
- Холлистер - 41 678
- Мурпарк - 36 284
- Голета - 32 690
- Сисайд - 32 366
- Пасо Роблес - 31 490
- Санта-Паула - 30 657
- Монтерей - 30 218
- Атаскадеро - 29 773
- Соледад - 24 925
- Марина - 22 359
- Порт- Уенем - 21 954

## Транспорт
Передвижение по региону почти полностью осуществляется на личном транспортном средстве. Благодаря своему расположению примерно на полпути между крупными городами Лос-Анджелес и Сан-Франциско, Сан-Луис-Обиспо стал родиной первого мотеля, открытого в Америке. Главным шоссе, проходящим через регион, является автодорога US Route 101, которая проходит с юга на север, из Лос-Анджелеса через большинство крупных населенных пунктов Центрального побережья в Сан-Франциско. Автодорога State Route 1, меньше по размеру, но пробегает по гораздо более живописному маршруту, соединяя прибрежные населенные пункты и проходя через поселение Сан-Симеон, залив Морро и Биг-Сур. Компания Amtrak поддерживает пассажирское железнодорожное сообщение на маршрутах Coast Starlight и Pacific Surfliner на железной дороге Коаст-Лайн компании Union Pacific Railroad, по которой также перевозятся грузы. Крупных аэропортов нет, хотя в Монтерее, Санта-Барбаре, Санта-Марии и Сан-Луис-Обиспо есть региональные аэропорты с пригородным сообщением. Автобусы Greyhound обслуживают большую часть региона.
Транспортная компания Monterey-Salinas Transit (MST) осуществляет автобусное обслуживание по всему округу Монтерей: от Биг-Сура расположенного на южном побережье, вплоть до города Кинг-Сити, находящегося в долине Салинас. MST также предлагает автобусное региональное сообщение со станцией Сан-Хосе-Диридон, центром города Санта-Круз, а также с городами Пасо-Роблес и Темплтон, расположенными в северном округе Сан-Луис-Обиспо. Компания Санта-Круз Метро осуществляет автобусные перевозки в пределах округа Санта-Круз, включая транспортное сообщение с городом Сан-Хосе и университетом Сан-Хосе, а также кооперируется с автобусами MST, направляющимися на юг в Салинас, в городе Уотсонвилл.

## Внешние ссылки
- Путеводитель по побережью Центральной Калифорнии с фотографиями.